# Miskolc Plaza
El Miskolc Plaza es uno de los dos centros comerciales más grandes de Miskolc, Hungría. Se encuentra en el centro de la ciudad, sin embargo, a diferencia de su principal rival, el centro comercial Szinvapark , no está en la calle Széchenyi (la calle más importante del centro de la ciudad). Hasta que Szinvapark fue construido, Miskolc Plaza fue el único gran centro comercial en Miskolc, y su cine fue el único complejo de cines en la ciudad. Miskolc Plaza fue construido por la empresa neerlandesa Plaza Center, como el noveno de sus dieciséis centros comerciales en Hungría. El centro comercial fue inaugurado el 13 de junio de 2000. Su superficie total es de 35.351 m². El área rentable para las empresas es de 14.964 m² que alberga 103 empresas, incluyendo Cinema City (con 8 salas y 1.406 plazas).